# Coregonus clupeoides
Espèce
Statut de conservation UICN

 VU D2 : Vulnérable
Le Corégone clupéoïde (Coregonus clupeoides) est une espèce de poissons d'eau douce appartenant à la famille des Salmonidés.

## Publication originale
- Histoire naturelle, générale et particulière, des poissons : ouvrage faisant suite à l'Histoire naturelle, générale et particulière, composée par Leclerc de Buffon, et mise dans un nouvel ordre par C.S. Sonnini, avec des notes et des additions (1801) Lacepède 1